# Il y a du soleil sur la France
Il y a du soleil sur la France est un tube de Stone et Charden, duo d'artistes français des années 1970. Sortie en 45 tours en 1972, elle s'est classée dans le top 5 en Belgique et en France.
Elle est utilisée dans le film de Jean-Luc Godard Tout va bien, sorti en 1972.